# Phước Sơn, Ninh Phước
Phước Sơn là một xã thuộc huyện Ninh Phước, tỉnh Ninh Thuận, Việt Nam.

## Địa lý
Xã Phước Sơn nằm ở phía bắc huyện Ninh Phước, có vị trí địa lý:
- Phía đông giáp thành phố Phan Rang – Tháp Chàm
- Phía tây giáp xã Phước Vinh
- Phía nam giáp các xã Phước Thái và Phước Hậu
- Phía bắc giáp huyện Ninh Sơn.

Xã có diện tích 14,08 km², dân số năm 2019 là 11.453 người, mật độ dân số đạt 813 người/km².

## Hành chính
Xã Phước Sơn được chia thành 6 thôn: Ninh Quý 1, Ninh Quý 2, Ninh Quý 3, Phước Thiện 1, Phước Thiện 2 và Phước Thiện 3.

## Lịch sử
Ngày 22 tháng 11 năm 2002, Chính phủ ban hành Nghị định 97/2002/NĐ-CP. Theo đó, thành lập xã Phước Vinh trên cơ sở 4.557,06 ha diện tích tự nhiên và 9.569 người của xã Phước Sơn.
Sau khi điều chỉnh địa giới hành chính, xã Phước Sơn còn lại 1.459,48 ha diện tích tự nhiên và 13.776 người.